# Wei Lihuang
Wei Lihuang (卫立煌S, Wèi LìhuángP; Hefei, 16 febbraio 1897 – Pechino, 17 gennaio 1960) è stato un generale e politico cinese che servì il governo nazionalista durante la guerra civile cinese e la seconda guerra sino-giapponese come uno dei comandanti militari di maggior successo in Cina.
Wei si unì al Kuomintang durante i primi anni '20 e divenne generale dopo la spedizione del Nord (1926-1928), la campagna militare lanciata per riunificare la Cina contro i signori della guerra. Il suo successo come comandante sotto Chiang Kai-shek durante le campagne di accerchiamento anticomuniste tra il 1930 e il 1934 gli valse il soprannome di "Cento vittorie Wei". Dopo la fine della guerra civile Wei giurò fedeltà al nuovo regime comunista e ricevette numerose cariche di rilievo nella neonata Repubblica Popolare Cinese.

## Biografia

### Primi anni
Wei Lihuang nacque a Hefei nello Anhui nel 1897. Nel 1912 entrò nell'esercito e nel 1917, come comandante di plotone, divenne una delle guardie del corpo di Sun Yat-sen. Nel 1927 quando durante la Spedizione del Nord lanciata dal Kuomintang, Nanchino divenne la capitale del Governo nazionalista cinese, Wei divenne vice capo della guarnigione cittadina. Nel 1929 fu nominato comandante della 45ª Divisione dell'Esercito Rivoluzionario Nazionale e nel 1931 divenne comandante del 14º Corpo.
Nel 1932 Wei iniziò a prendere parte a pieno alle Campagne di accerchiamento contro le forze dell'Armata Rossa Cinese del Partito Comunista. Per le brillanti azioni delle sue truppe nella Contea di Jinzhai, Chiang Kai-shek ribattezzò tale provincia come Contea di Lihuang. Nel 1935 Wei divenne membro del Consiglio militare centrale del Kuomintang.

### Seconda guerra sino-giapponese

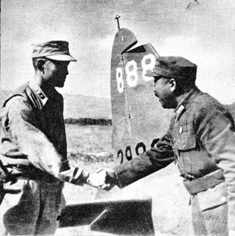
Il generale Wei Lihuang e il tenente generale Sun Li-jen al confine birmano-cinese nel 1945

Wei fu uno dei principali generali cinesi a prendere parte alla Seconda guerra sino-giapponese. Nel 1937 fu nominato vice comandante della Seconda regione militare dell'Esercito Rivoluzionario Nazionale e dopo la caduta di Nanchino divenne comandante del 1º Distretto militare e governatore della provincia dello Henan.
Con l'ingresso del Regno Unito prima e degli Stati Uniti d'America dopo nella guerra contro il Giappone, Wei fu trasferito nella Cina meridionale come comandante del XI Gruppo d'Armate nazionalista. In seguito nel 1943 sostituì il generale Chen Cheng come comandante delle forze di spedizione cinesi, note come Forza Y. Essa consisteva di oltre 100.000 soldati nazionalisti e partecipò a importanti operazioni terrestri a sostegno del generale statunitense Joseph Stilwell nella Birmania settentrionale. A differenza di molti suoi contemporanei, Wei fu in grado di lavorare efficacemente con i comandanti statunitensi.

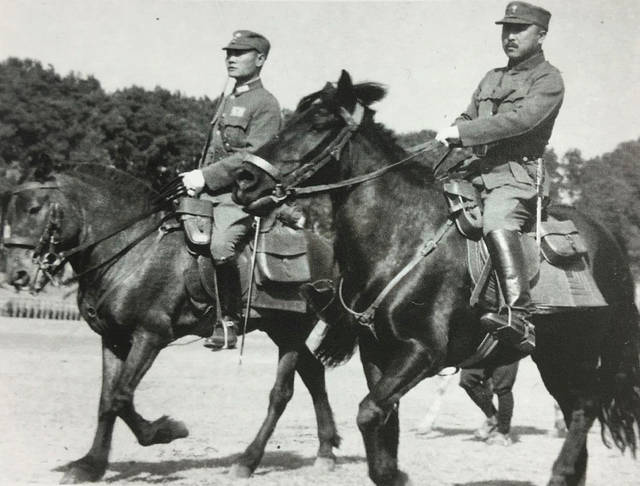
Il generale Wei Lihuang (a destra) e il generale Long Yun a cavallo mentre passano in rassegna le truppe della Forza di spedizione cinese nel marzo 1944

Cominciando la loro offensiva dallo Yunnan l'11 maggio 1944, le truppe di Wei catturarono Tengchong il 15 settembre dopo due mesi di pesanti combattimenti. Procedendo verso sud nonostante la forte resistenza nipponica, le forze del generale alla fine si unirono alle divisioni cinesi a Wanding in Birmania il 27 gennaio 1945. Il successo di questa offensiva permise agli Alleati di riaprire la rete di rifornimenti sulla Strada della Birmania in Cina attraverso Ledo, in Birmania, ora chiamata Strada di Ledo. In contemporanea con le operazioni di trasporto aereo esistenti su The Hump, (come i piloti Alleati avevano ribattezzato l'estremità orientale delle montagne dell'Himalaya), la Strada di Ledo permise il trasporto via terra di forniture militari dall'India alle basi nazionaliste in Cina.

### Carriera nel dopoguerra

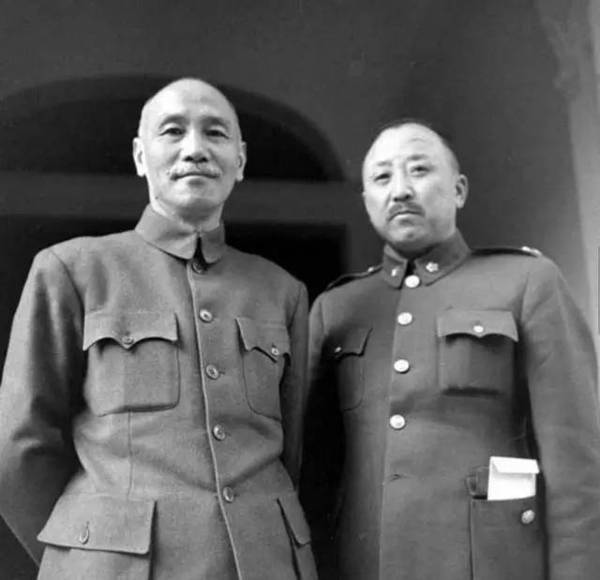
Il Presidente della Repubblica di Cina Chiang Kai-shek (a sinistra) con Wei Lihuang

Wei fu inviato nel nord della Cina per sostituire nuovamente Chen Cheng dopo la guerra, e qui fu posto al comando delle forze del Kuomintang nella Cina nordorientale nell'ottobre del 1947. Dopo essere stato tagliato fuori dalla comunicazione terrestre con il quartier generale del partito a causa della presa comunista di Jinzhou nel Liaoning, egli stava probabilmente pianificando un piano per un'offensiva volta alla riconquista della capitale nazionalista provinciale ma gli fu ordinato di ritirarsi da Chiang Kai-shek. Poco prima della cattura comunista di Mukden (ora Shenyang, nel Liaoning), Wei tornò nella Cina meridionale in seguito alla sua destituzione da parte del suo comandante di campo Du Yuming nell'ottobre 1948.
Nonostante i precedenti successi di Wei, il suo comando del nord-est fu notevolmente infruttuoso. Ignorò gli ordini per più di un anno per ritirarsi e perse 300.000 soldati.
Chiang ordinò gli arresti domiciliari per Wei. Il generale tuttavia si recò a Hong Kong nel 1949, rifiutandosi di rifugiarsi sull'Isola di Formosa (l'attuale Taiwan) insieme a tutto l'ormai decaduto governo nazionalista.

### Ultimi anni
Al contrario si trasferì a Pechino nel 1955, dove giurò fedeltà al governo comunista della giovane Repubblica Popolare Cinese e divenne vicepresidente del Commissione di Difesa nazionale della Repubblica Popolare Cinese, membro della Conferenza politica consultiva del popolo cinese e deputato al Congresso nazionale del popolo per il Comitato Rivoluzionario del Kuomintang. Morì a Pechino nel 1960 di coronaropatia e polmonite e fu seppellito nel locale Cimitero rivoluzionario di Babaoshan.